# Al·legoria de la caverna

Al·legoria de la caverna. A l'esquerra (de dalt a baix): sol, coses naturals, ombres de coses naturals, foc, objectes artificials, ombres d'objectes artificials, nivell d'al·legoria.
A la dreta (de dalt a baix): «bona» idea, idees, objectes matemàtics, llum, criatures i objectes, imatge, analogia del sol i analogia de la línia dividida.

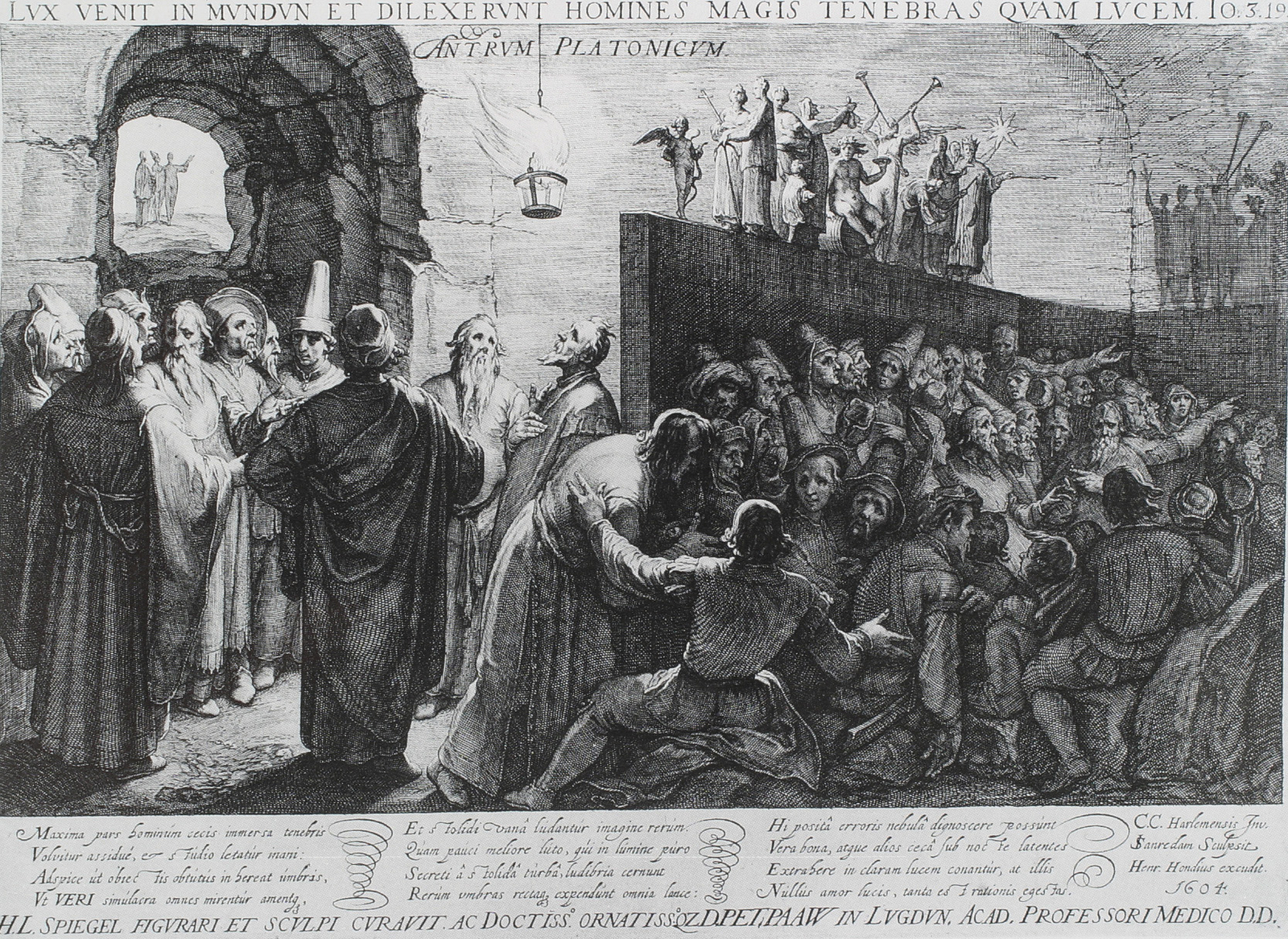
Al·legoria de la caverna de Plató per Jan Saenredam segons Cornelis van Haarlem. 1604, Albertina, Viena.

El mite de la caverna (també anomenat analogia de la caverna o caverna de Plató) és una al·legoria presentada pel filòsof de l'antiga Grècia Plató en la seva obra La República (514a–520a) per comparar «l'efecte de l'educació (παιδεία) i la manca d'aquesta en la nostra natura». Està escrita com un diàleg entre el germà de Plató, Glaucó, i el seu mentor, Sòcrates, narrat per aquest darrer. L'al·legoria es presenta després de l'analogia del sol (508b–509c) i l'analogia de la línia dividida (509d–513e). Totes tres estan caracteritzades amb relació a la dialèctica i a la fi dels llibres VII i VIII (531d–534e).
Plató fa que Sòcrates descrigui una trobada de persones que han viscut encadenades a una paret d'una caverna tota la seva vida, encarats a una paret blanca. Les persones observen les ombres projectades a la paret de les coses que passen per davant d'un foc que es troba darrere seu, i comencen a anomenar aquestes coses. Les ombres són tan properes com els presoners aconsegueixen veure la realitat. Llavors s'explica com el filòsof és com un presoner que és alliberat de la caverna i arriba a entendre que les ombres de la paret no constitueixen realment la veritat, ja que ell pot percebre la veritable forma de la realitat i no pas les meres ombres observades pels presoners.
Sòcrates remarca que aquesta al·legoria es pot comprendre amb el que fou explicat anteriorment, concretament l'analogia del sol i l'analogia de la línia dividida. En particular, compara la percepció humana del món a «viure en una presó, el foc allí al sol aquí, l'ascensió i la vista del món superior a l'ascensió de l'ànima al món de la ment» (517b).

## Resum

### Empresonament a la caverna
Sòcrates comença demanant a Glaucó que imagini una caverna on les persones han estat empresonades des de la infantesa. Aquests presoners estan encadenats de tal manera que les seves cames i colls estan fixats, cosa que els força a mirar sempre en direcció a la paret que tenen davant seu i no mirar ni la caverna, ni els altres, ni a si mateixos (514a–b). Darrere dels presoners hi ha un foc, i entre el foc i els presoners hi ha un passadís elevat amb un mur baix darrere del qual hi ha persones que porten objectes o titelles d'«homes i altres éssers vius» (514b). Les persones caminen per darrere del mur de tal manera que els seus cossos no projecten ombres que puguin veure els presoners, però sí que ho fan els objectes que porten (514a). Els presoners no poden veure res d'això darrere seu i tan sols poden veure les ombres que es projecten sobre la paret de la caverna davant seu. Els sons de les persones que parlen ressonen a la paret de les ombres, i els presoners creuen erròniament que aquests sons provenen de les ombres (514c).
Sòcrates suggereix que les ombres constitueixen la realitat pels presoners perquè no han vist mai cap altra cosa; no s'adonen que el que veuen són ombres d'objectes que es troben davant d'un foc, i encara menys que aquests objectes estan inspirats per sers vius reals de fora de la caverna (514b-515a).

### Sortida de la caverna
Plató suposa llavors que un presoner és alliberat, de tal manera que és forçat a girar-se i veure el foc. La llum feriria els seus ulls i li faria difícil poder veure els objectes que projecten les ombres. Si se li diu que el que veié anteriorment no era real, però que els objectes que ara s'esforça a veure sí que ho són, no s'ho creuria. Amb el dolor, continua Plató, el presoner alliberat es giraria i correria de nou cap al lloc on pot veure allò que està acostumat, és a dir, les ombres dels objectes que duen les persones. Plató també imagina què passaria si algú l'arrossegués a la força cap amunt de la caverna fins que fos il·luminat per la llum del sol: el presoner estaria furiós i amb molt de dolor, i això encara empitjoraria més quan la llum radiant del sol encegui els seus ulls. Per Plató, la llum del sol representa la nova realitat i coneixement que el presoner alliberat està experimentant.
A poc a poc, els seus ulls s'ajusten a la llum del sol. En primer lloc tan sols pot veure ombres però, a poc a poc, pot veure els reflexos de la gent i les coses a l'aigua i, més tard, pot veure la gent i les coses directament. Més endavant és capaç d'observar els estels i la lluna durant la nit mentre que, finalment, ja pot mirar el sol directament. Tan sols després que pot mirar directament cap al sol «[el presoner] pot raonar sobre ell» i sobre què és (516b). (Vegeu també l'analogia del sol de Plató, que s'explica cap al final de La República, llibre VI).

### Retorn a la caverna
Plató continua dient que el presoner alliberat pensaria que aquest món real és superior al món que havia experimentat a la cova: «es beneiria a si mateix pel canvi i es compadiria [dels altres]», i voldria portar els seus companys empresonats a la caverna fora d'aquesta, cap a la llum del sol (516c).
El presoner que retorna a la caverna, els ulls del qual estan aclimatats a la llum del sol, seria cec quan tornés a entrar a la caverna, d'igual manera que ho estigué quan s'exposà per primera vegada al sol (516e). Els presoners, segons Sòcrates, deduirien de la ceguesa del presoner retornat que el viatge fora de la cova li havia fet mal i que no haurien de fer cap viatge similar. Sòcrates conclou que els presoners, si poguessin, matarien qualsevol persona que intentés estirar-los fora de la caverna (517a).

## Interpretacions
Aquest final fa referència al mateix Sòcrates, que va ser condemnat a mort en un judici popular a Atenes per obligar els seus conciutadans a pensar i a anar més enllà de les aparences. Qui és el qui allibera l'esclau? En el text de Plató no es diu explícitament, però el presoner que és alliberat, ho és pel "mestre" (nou homenatge de Plató a Sòcrates) que és qui l'obliga a pensar i a transcendir la falsa i còmoda realitat. De fet en el text es diu explícitament que cal obligar, per la força si convé, a alliberar l'esclau, que de tan acostumat que està a la seva esclavitud és incapaç de pensar en una realitat d'ordre superior. Hi ha, doncs, un sentit pedagògic d'aquest mite que es pot entendre com una al·legoria de l'ensenyament.
Per altra part, com s'ha vist, en el mite o al·legoria de la caverna es poden distingir dues grans regions: 
- A) l'interior de la caverna, lleugerament il·luminada per una foguera
- B) l'exterior, dominat per la llum del sol

A la vegada, cadascuna d'aquestes parts es divideix en dues parts més, de manera que les ombres (A1) que els presoners veuen projectades al fons de la caverna, provocades per la llum del foc (A2), són ombres d'objectes artificials com àmfores, estàtues i d'altres objectes que transporten els homes que estan per darrere dels presoners. Per altra part, a la regió superior, fora ja de la caverna, també hi ha objectes (objectes naturals) com arbres, núvols, muntanyes o animals (B1). Les ombres que aquests projecten estan, però provocades per la llum del sol (B2). Així, doncs, des d'un punt de vista ontològic (referit, doncs, als diferents nivells de realitat) Plató parla de quatre nivells.
D'aquesta manera veiem que mentre les ombres del món interior de la caverna (que els presoners creuen que són l'única realitat) són projeccions artificials (d'objectes artificials provocats per un foc), a l'exterior de la caverna (que representa l'autèntica realitat que Plató fa coincidir amb les idees) les ombres són projeccions d'objectes reals (que Plató fa coincidir amb les entitats matemàtiques) projectades per la llum del sol (que Plató fa coincidir amb la idea del Bé suprem).
Aquestes quatre regions coincideixen amb els quatre graus de saber dels quals parla Plató: la part corresponent a l'interior de la caverna s'identifica, des del punt de vista epistemològic, amb la doxa (opinió o coneixement sense fonamentar) que, a la vegada, està formada per la eikasia (imaginació) i la pistis (creença). Així, doncs, l'opinió o doxa representa un fals coneixement, tot i que pot semblar el vertader, com els passa als presoners de la caverna. La part corresponent a l'exterior de la caverna representa, des del punt de vista epistemològic, el vertader coneixement o episteme, que es divideix en dos graus, de menor a major importància: la dianoia o coneixement discursiu (coneixement científics i matemàtic), i la noesi o coneixement filosòfic que es desenvolupa dialècticament.
El camí d'ascensió dur, llarg, esforçat- des de l'interior de la caverna, que el presoner fa amb l'ajut del misteriós personatge que l'arrossega cap amunt (al·legoria del mestre), representa el que Plató en diu la dialèctica ascendent. El camí invers, un cop el presoner s'ha alliberat dels falsos coneixements i pot tornar a ensenyar la vertadera realitat, és conegut com a dialèctica descendent.

### Símbols
La Caverna: La caverna simbolitza el món físic en el qual vivim, és a dir, el món que percebem mitjançant els nostres sentits. Aquest és el món de les aparences i les il·lusions, on les coses són aparences que poden ser enganyoses i no sempre reflecteixen la veritat.
Les Cadenes: Les cadenes que lliguen els empresonats de la caverna representa les limitacions imposades pels sentits i les creences condicionades. Per tant, les persones estan lligades a les seves opinions i percepcions condicionades pel que han après i experimentat fins a aquell moment.
Les Ombres i les Figures: Les ombres reflectides a la paret de la caverna són les imatges que estan projectades pel foc i representen la percepció superficial i distorsionada de la realitat. De manera que les ombres simbolitzen el món dels sentits, les aparences que no són les veritables Formes o Idees.
El Foc: El foc que projecte les imatges i ombres a la paret de la caverna representa la font de llum que crea una realitat limitada i il·lusòria basada en les ombres que projecta. Aquest simbolisme destaca la natura enganyosa de la percepció sensorial i serveix per introduir la noció de les Formes o Idees com a veritable font de coneixement i realitat. La llum del foc, en aquest context, actua com a metàfora de la llum de la veritat que es pot assolir mitjançant la comprensió de les Formes.
La Sortida de la Caverna: La sortida de la caverna és la transició cap a una comprensió més profunda i veritable de la realitat. Consegüentment, representa el procés de desfer-se de les limitacions i les creences condicionades dins de la caverna, així com la voluntat de buscar la veritat més enllà de les aparences.
La Llum del Sol: La llum del sol simbolitza la veritable veritat i el coneixement. En sortir de la caverna i veure la llum del sol, l'individu experimenta una revelació, ja que arriba a comprendre les Formes o Idees perfectes que estan més enllà del món dels sentits.
Les Formes o Idees: Les Formes o Idees són els arquetips perfectes que existeixen més enllà del món físic. Són les essències eternes i inalterables de les coses, que constitueixen la veritable realitat. La contemplació d'aquestes Formes és la clau per aconseguir un coneixement pur i autèntic.
El Filòsof: El filòsof simbolitza l'individu il·luminat que ha sortit de la caverna i ha vist la veritable veritat. Aquesta figura representa la responsabilitat moral dels qui han adquirit coneixement d'ajudar i guiar els altres cap a la veritat.

## La percepció de la realitat
El Mite de la Caverna de Plató, tot i que és una obra antiga de la filosofia grega, ha estat relacionat amb discussions modernes sobre la possibilitat que la realitat en què vivim sigui una simulació. Aquesta idea, anomenada a vegades "hipòtesi de la simulació", suggereix que el nostre món pot ser una simulació computacional més que una realitat física. Encara que Plató no va abordar directament aquesta idea, algunes connexions es poden establir pel seu examen de la percepció, la realitat i la veritat al Mite de la Caverna.
En primer lloc, Plató planteja la qüestió de com la realitat percebuda pels habitants de la caverna no és la realitat veritable, sinó una mera imitació o ombra de la realitat. Per tant, Plató sugereix que la nostra percepció pot ser enganyosa i que la veritat pot ser més profunda i diferent del que inicialment percebem.
Plató introdueix la noció de les Formes o Idees com a realitats eternes i inalterables que existeixen més enllà del món dels sentits. En el context de la simulació, això podria comparar-se amb la idea que hi ha un conjunt de regles o codis subjacents que defineixen la nostra simulació, més enllà de les aparences superficials de la realitat.
Si bé la sortida de la caverna per Plató simbolitza el camí cap al coneixement i la veritat autèntica. De manera similar, alguns defensors de la hipòtesi de la simulació argumenten que aconseguir un coneixement profund sobre la simulació pot representar una forma de "despertar" o alliberament de la il·lusió.
Finalment, la hipòtesi de la simulació suggereix que si vivim en una simulació, aquesta hauria de ser creada per una intel·ligència superior. Això es pot connectar amb la idea platònica del demiürg com a creador del món sensible.

## Influència cinematogràfica
Són moltes les pel·lícules que deuen la seva influència a l'al·legoria proposada per Plató. De fet, l'experiència que es viu en una sala de cinema és en si mateixa una caverna com la que imaginava el filòsof grec. Tot i això, els humans podem dir que coneixem un món més enllà del que ens suggereixen les pel·lícules [o això creiem]. El cinema en molts punts fa el paper del presoner alliberat que porta a la reflexió existencialista als seus companys encara empresonats, ja que és capaç de fer-nos reflexionar sobre conceptes filosòfics, moviments socials, idees romàntiques, idees violentes o fins i tot sobre la mateixa realitat del nostre coneixement. Aquí s'indiquen algunes pel·lícules que deuen el seu origen totalment o parcialment a l'al·legoria de la caverna: 
La pel·lícula de ciència-ficció Matrix (1999), dirigida per les germanes Wachowski, aplica l'al·legoria de la caverna en representar al protagonista, Neo (Keanu Reeves) com un presoner de la realitat com podria ser qualsevol persona normal i corrent. Un dia rep notícies d'un tal Morfeu (Laurence Fishburne), qui representa el presoner alliberat, que li suggereix sortir de la caverna, moment que s'exemplifica d'una manera magistral amb la icònica escena de la tria entre la pastilla blava i la pastilla vermella. En Neo descobreix que la seva realitat no es tractava de res més que d'una simulació creada per les màquines. La resta del film, doncs, consisteix en la lluita d'en Neo i els altres per aconseguir que tots els presoners puguin ser alliberats.
Una altra cinta que té el seu origen en l'al·legoria de la caverna és El Show de Truman (1998), dirigida per Peter Weir i guionitzada per ell mateix i Andre Niccol. En la pel·lícula es descriu l'experiència del presoner que per primer cop es deslliga de les seves cadenes i s'embarca en el perillós viatge que suposa sortir al món real. En Truman (Jim Carrey) viu una vida normal i ignora que forma part d'un programa de televisió format "Gran germà" que s'emet les 24 hores del dia cada dia de l'any a totes les persones del món. Un dia, però, en Truman comença a sospitar de la falsedat de tot el que té al voltant i pretén descobrir la veritat.
La taronja mecànica (1971) dirigida per Stanley Kubrick, basada en la novel·la del mateix nom d'Anthony Burgess presenta una visió enrevessada del mite. En aquesta distopia futurista, el protagonista és sotmès voluntàriament a una pertorbadora reeducació per anul·lar la seva conducta antisocial a través d'ingerir imatges violentes i sexuals sense descans. S'utilitzen les imatges, que s'assimilen a les ombres dels objectes de la caverna, com a instrument per a reordenar impulsos i el coneixement d'un ésser humà.
Shutter Island (2010) de Martin Scorsese és un thriller psicològic protagonitzat per Leonardo DiCaprio i Mark Ruffalo on la caverna de Plató s'evidencia a través de la capacitat del protagonista per comprendre la seva pròpia realitat. Scorsese retrata el cicle infinit del protagonista, l'agent Teddy Daniels, com a un presoner de la caverna que després d'alliberar-se de les cadenes i veure el món real, decideix tornar a encadenar-se i evitar la realitat. Tot i això, per la pròpia curiositat decideix tornar a desencadenar-se i així successivament en bucle fins al final d'una existència definida per un trauma.